# Brand New Day (singel Bryana Adamsa)
Brand New Day – piosenka i drugi singel kanadyjskiego piosenkarza Bryana Adamsa z trzynastego albumu Get Up ↑. Na płycie utwór jest 9. z kolei. Singel został wydany 14 września 2015 i ponownie 19 października 2015.

## Notowania
Pozycje na radiowych listach przebojów
| Kraj   | Lista (2015)                                       | Najwyższa pozycja |
| ------ | -------------------------------------------------- | ----------------- |
| Polska | Polskie Radio Program III (Lista Przebojów Trójki) | 28                |
| Polska | Radio PiK (Lista Przebojów Radia PiK)              | 1                 |